# お約束
お約束（おやくそく）とは、テレビ番組、音楽、およびアニメなどにおいて、毎回繰り返される展開のパターンを指す。英語ではテンプレート（template） 、またはフォーミュラ（formula）などと呼ばれ、お約束を文書にしたものはバイブル（bible）と称されている。また、日本語の「お約束」は、あるジャンルの創作においてよく見られる設定または展開をも意味する。

## 概説
一般に、シリーズ物の作品には同じパターンの繰り返しが存在する。特に連続したストーリーが無く、1話で完結するシリーズ作品には一貫したお約束（テンプレート）が必要である。テレビドラマ、テレビアニメ、漫画、および映画などの人気シリーズ、長寿シリーズは、必ず何らかのテンプレートを持っている。『サザエさん』では、家族全員が居間にそろって夕食をとり、その日にあったことを話し合う。また、イタズラをしたカツオが波平から「ばっかもーん!」と叱られる。『ドラえもん』では、ジャイアンからイジメられたのび太が、ドラえもんにひみつ道具を出してもらうが、調子に乗って酷い結末になる。
お約束によって、受け手は過去の回とは関係なく作品を理解できるようになる。それは各話の内容が完全に異なったものにはならず、一貫性を持つためである。シリーズ物においては、キャラクターとその関係が映画ほど急速に変化することは原則として無い。視聴者や読者の求めているものは異なるエピソードであり、異なる作品ではない。視聴者は「前回と同じであるが別のもの」を期待してチャンネルを合わせる。アメリカのテレビドラマ産業では、ティーザー（teaser, つかみ）、タグ（tag, 落ちまたは引き）などと並び、テンプレートはテレビドラマが商業的に成功するために重要な要素として認識されている。とりわけ1話完結のシットコムは、テンプレートが無ければ番組そのものが成立しない。アメリカのテレビドラマ脚本家アレックス・エプスタインによれば、平均的な視聴者が番組を鑑賞するのはシリーズのうち4回に1回であり、その番組のかなり熱心な視聴者でも2回に1回は見逃すという。すなわち、大半の視聴者にとっては、お約束が無ければシリーズの連続性が失われるのである。
お約束の特徴は、それが作り手から独立して一人歩きをする点にある。すなわち、作品がお約束を無視すれば、視聴者や読者は作品から離れることになる。あえて「キャラを崩す」または「定番を外す」ような展開は、それが一時的な趣向でない限り、リスクのある選択である。さらに、もし作り手が新しいお約束を付け加えた場合には、それを繰り返すことが期待されるようになる。1975年に始まった「スーパー戦隊シリーズ」では、敵の巨大化、巨大ロボット、全員で撃つバズーカ、追加戦士などといった要素がシリーズを経るごとに追加され、人気の出たものはテンプレートに取り込まれてきた。このように、お約束には後戻りの困難な性質（不可逆性）がみられる。
エプスタインは、お約束（テンプレート）には以下の要素が含まれるとしている。
1. 飽きないキャラクター (characters we never get tired of)
2. フック (hook): 新規の視聴者に番組を見てみたいと思わせる何か。
3. 魅力的な夢 (attractive fantasy): 視聴者に番組を見続けたいと思わせる何か。

エプスタインは中でもキャラクターを重視している。その他、番組の舞台、ジャンル、スタイル、尺の長さ、放送網および時間帯が要素に挙げられている。
そのようなお約束のパターンの一つがシグネチャ・シーン（signature scene, 看板シーン）である。シグネチャ・シーンでは、その回のテーマがいつもと同じ状況、同じキャラクターによって、同じ方法で示される。『セックス・アンド・ザ・シティ』では、流行の人気レストランにメインキャラクター4人が集まり、愚痴をこぼしながら、その回のテーマを口にする。さらに、主人公のキャリー・ブラッドショーがノートパソコンにテーマをタイプする。各話のストーリーはそのテーマに基づいており、テーマを明らかにすることで、視聴者はストーリーをより容易に把握できるようになる。
特定の状況下では、過去と同じことの繰り返しは感情のカタルシスをもたらす。テンプレートにしたがって定期的に繰り返される非日常の体験は、一部のフィクションのみに限られたことではない。あらゆる社会では、日常から解放される祝祭が一定の間隔で反復される。そのようなフェスティバルでは、恒例のセレモニーが毎回とり行われる。そこでは、過去と異なることではなく、同じ体験を再現することが求められる。例えば、現代の日本では、正月およびクリスマスなどの祝祭が毎年1回同じフォーマットに則って行われる。

## 類型
「お約束」は、物語における類型 (type)、すなわち、特定のジャンルに頻出する設定または展開を表す言葉としても用いられる。典型的なものは、遅刻しそうになった主人公が走って学校へ向かう途中、十字路で少女（少年）とぶつかり、それが出会いの始まりになるというタイプのボーイ・ミーツ・ガールである。他には、サスペンスドラマで犯人を問い詰める際に舞台として登場する崖、刑事ドラマで犯人との戦闘の舞台となりがちな港の倉庫街、怪獣映画で怪獣に無意味な攻撃をする自衛隊と逃げまどう群衆、特撮変身ヒーロー物で変身する際の名乗りとその間だけ攻撃しない敵、および恋愛物で平凡な主人公に恋する容姿端麗な彼氏（彼女）などといった例が挙げられる。
歌舞伎では観客の理解を助けるため、時代・場所・背景・人物などの設定を（江戸時代の）誰もが知っているような伝説や物語、歴史上の事件などの大枠に求めた「世界」と呼ばれる類型に基づいて構成している。ただし基本的な約束事以外は自由に創作されている。